# Тролчета
„Тролчета“ (на английски: Trolls) е американски анимационен филм от 2016 г. Режисьори са Майк Мичъл и Уолт Дорн. Премиерата е на 8 октомври 2016 г. на фестивала на Британския филмов институт, а по кината в България и САЩ филмът излиза съответно на 28 октомври и 4 ноември 2016 г.

## Сюжет
Внимание:  Текстът по-долу разкрива сюжета на произведението (или части от него)!
Тролчетата са малки същества, които живеят в почти вечно състояние на щастие, пеят, танцуват и се прегръщат през целия ден. Те обаче са открити от Бергънс, големи същества, които никога не се чувстват щастливи, но откриват, че могат да се чувстват щастливи за момент, ако погълнат тролче. Бергънс постави тролчетата и дървото им в клетка и провеждат годишен празник, наречен Тролстице, в който всеки Берген получава чувството на щастие, като изяде едно тролче. Тролчетата, водени от кралица Пепи и дъщеря и, принцеса Попи, избягват през подземни тунели в деня, в който младият принц Грисъл младши ще изяде първия си трол. Бесният Бергън крал Грисъл Старши изгонва готвача си, който отговаря за подготовката на Тролостице.